# Lill-Rågholmsgrundet
Lill-Rågholmsgrundet is een Zweeds eiland behorend tot de Kalix-archipel. Het eiland ligt ten noordoosten van Karlsborg. Het eiland heeft geen oeververbinding en heeft enkele zomerhuisjes als bewoning. Het is genoemd naar Rågholmen.